# Bissegg
Bissegg ist ein Ortsteil der Gemeinde Amlikon-Bissegg im Bezirk Weinfelden des Schweizer Kantons Thurgau und eine ehemalige Ortsgemeinde. Am 1. Januar 1995 fusionierte Bissegg mit den Ortsgemeinden Amlikon, Griesenberg und Strohwilen zur politischen Gemeinde Amlikon-Bissegg.

## Geographie
Die bis 1994 zur Munizipalgemeinde Amlikon gehörige Ortsgemeinde bestand aus den Weilern Bissegg (1324 Bynssegge), Holzhäusern (1397 Holtzhusern), Hünikon (857 Huninchova) und Junkholz (1324 Junkholtz) am Ostabhang des Wellenbergs. Bei Junkholz kreuzen sich die Strassen Märstetten–Wil und Bussnang–Frauenfeld. Das etwas abgelegene Holzhäusern ist einer von drei Primarschulorten der politischen Gemeinde Amlikon-Bissegg.

## Geschichte

Luftaufnahme aus dem Jahr 1954. Vorne rechts Bissegg, dahinter der Weiler Junkholz, links davon das Dorf Amlikon und im Hintergrund die Thurebene

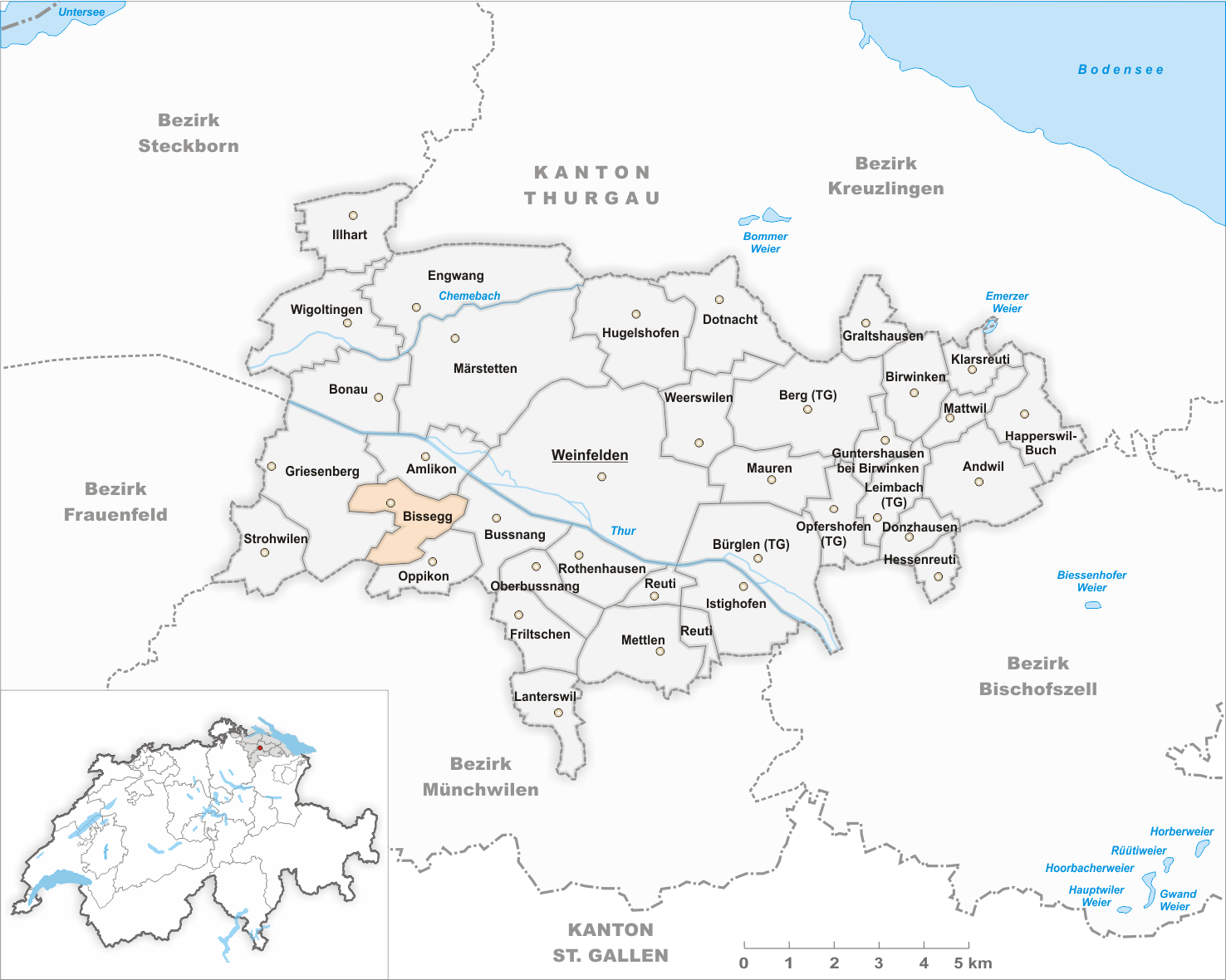
Gemeindestand vor der Fusion im Jahr 1995

Das lange im St. Galler Klosterbesitz gewesene Gemeindegebiet gelangte im Hochmittelalter in den Einflussbereich der Freiherrn von Bussnang und teilte von der Mitte des 13. Jahrhunderts bis 1798 das Schicksal der von einer Seitenlinie der Bussnanger ausgehenden Gerichtsherrschaft Griesenberg. Kirchlich gehörten die Orte stets zu Bussnang. Erst 1857 wurden Bissegg und Junkholz der reformierten Kirchgemeinde Leutmerken zugeteilt.
Kornbau und etwas Rebbau dominierte die Landwirtschaft bis ins 19. Jahrhundert, dann erfolgte der Übergang zu Vieh- und Milchwirtschaft und zum Obstbau. Ab ca. 1870 wurde die Milch nach Holzhof in der Gemeinde Griesenberg geliefert, 1905 wurde eine eigene Käserei erbaut. 1990 waren je ca. 40 % der in Bissegg Erwerbstätigen im ersten bzw. dritten Wirtschaftssektor beschäftigt. Das etwas abgelegene Holzhäusern ist einer von drei Primarschulorten der politischen Gemeinde Amlikon-Bissegg. In Holzhäusern kam 1932 das Fundament einer Burg zum Vorschein, die dem 1259 erwähnten Burkart von Hünikon gehört haben könnte.

## Wappen
Blasonierung: In Gelb mit blauem Zickzackbalken vier schwarze Bärenköpfe.
Der Bärenkopf erinnert an die historischen Beziehungen des Gebiets um Bissegg zum Kloster St. Gallen, die Farben Gelb und Blau gehen auf das Wappen der Herren von Griesenberg zurück.

## Bevölkerung
| Jahr           | 1870  | 1900  | 1920  | 1950  | 1960  | 1980  | 1990  | 2000  | 2010  | 2018  |
| -------------- | ----- | ----- | ----- | ----- | ----- | ----- | ----- | ----- | ----- | ----- |
| Ortsgemeinde   | 205   | 187   | 138   | 153   | 161   | 123   | 185   |       |       |       |
| Weiler Bissegg |       |       |       |       |       |       |       | 25    | 71    | 87    |
| Holzhäusern    |       |       |       |       |       |       |       | 58    | 55    | 46    |
| Junkholz       |       |       |       |       |       |       |       | 113   | 120   | 130   |
| Quelle         | [ 2 ] | [ 2 ] | [ 2 ] | [ 2 ] | [ 2 ] | [ 2 ] | [ 2 ] | [ 5 ] | [ 3 ] | [ 6 ] |

## Persönlichkeiten
- Eduard Häberlin (1820–1884), auf der Bissegg wohnhaft: siebenfacher Grossratspräsident, National- (1851–1857) und Ständerat (1851 und 1857–1869, 1863 als Präsident), Bundesrichter (1862–1872)
- Heinrich Häberlin (1868–1947), Bürger von Bissegg: National- (FDP, 1904–1920) und Bundesrat (FDP, 1920–1934, 1926 und 1931 als Präsident)
- Jakob Hugentobler (1885–1966), Konservator und Autor

## Bilder

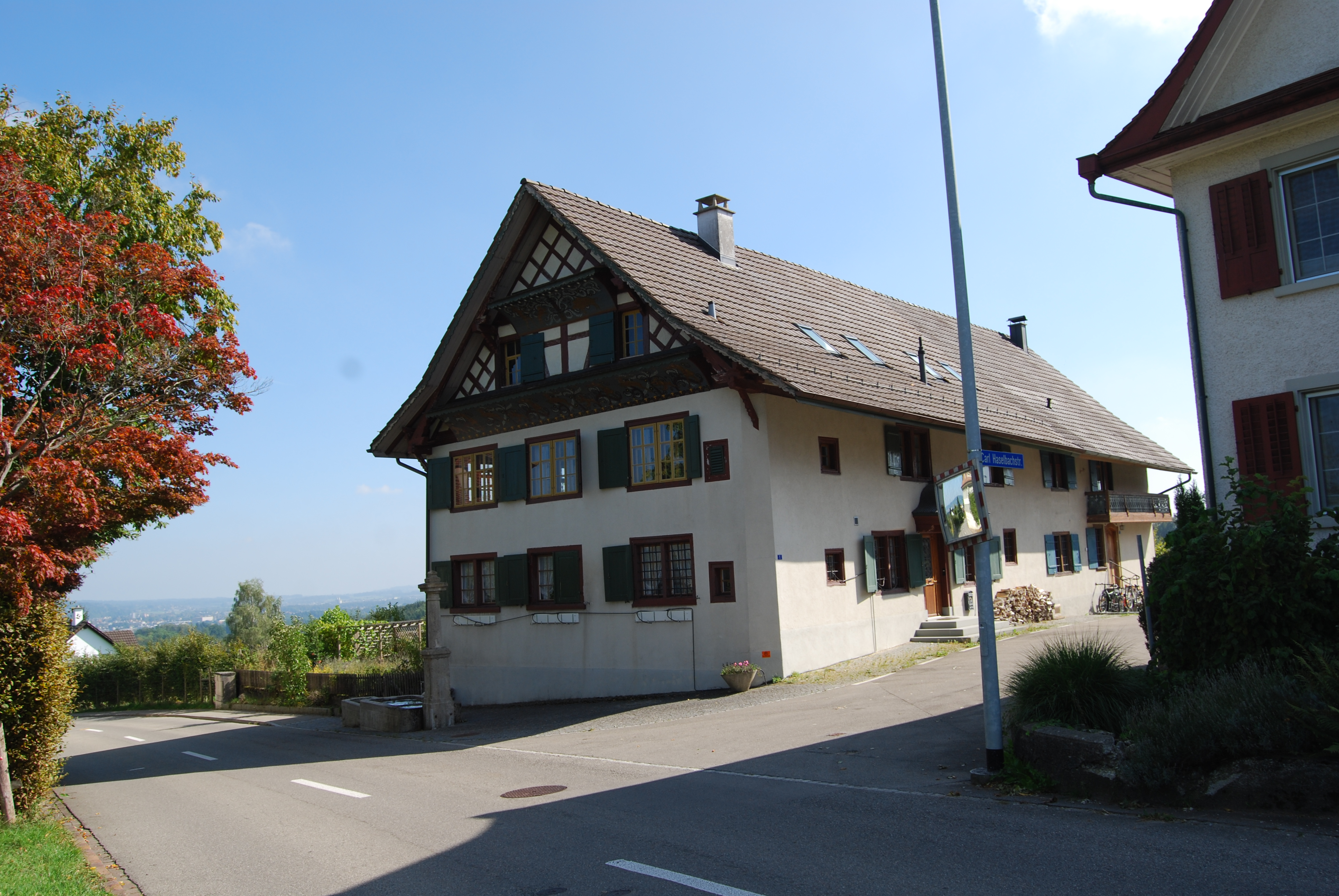
Geschützes Wohnhaus an der Carl-Haselbach-Strasse in Bissegg
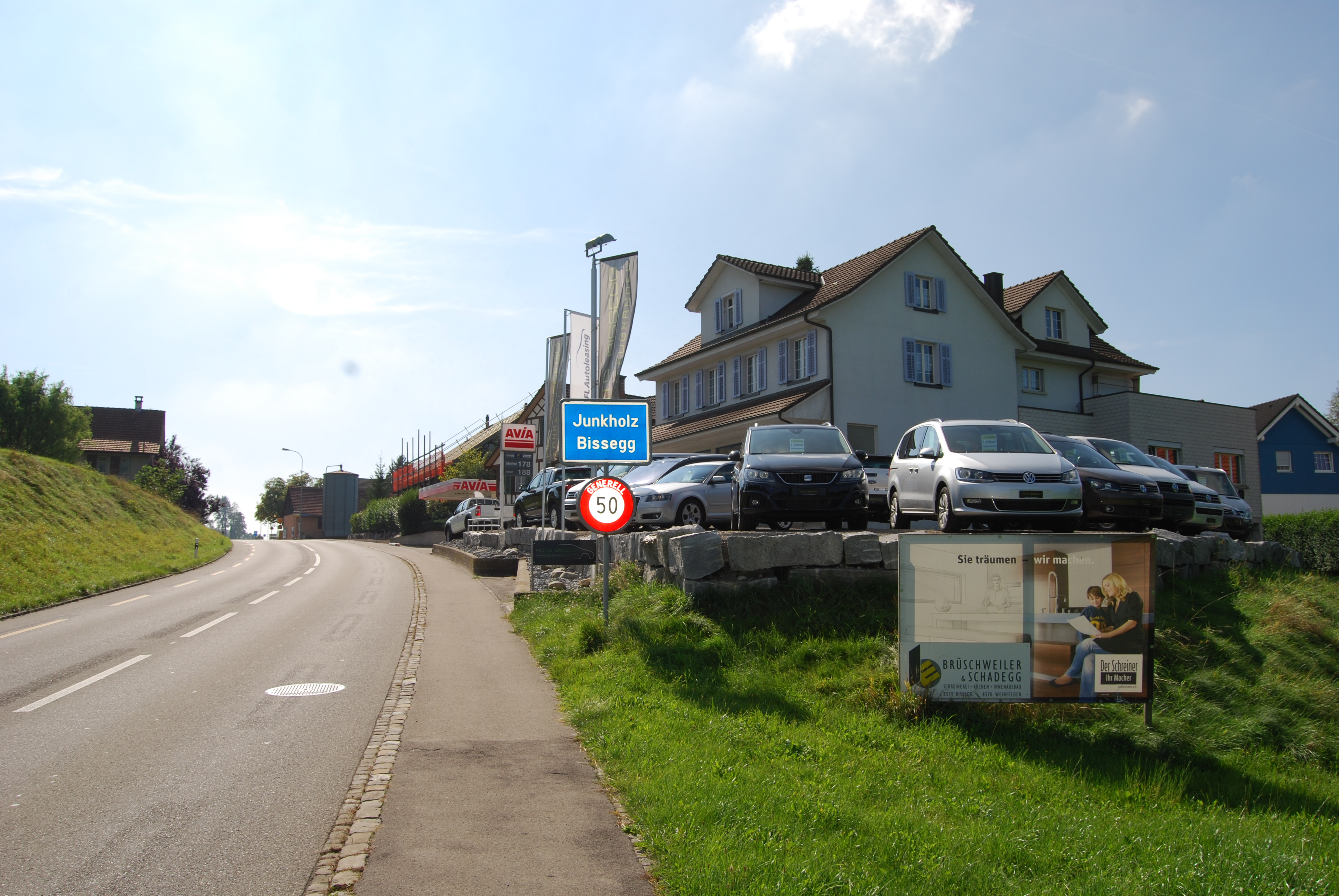
Junkholz
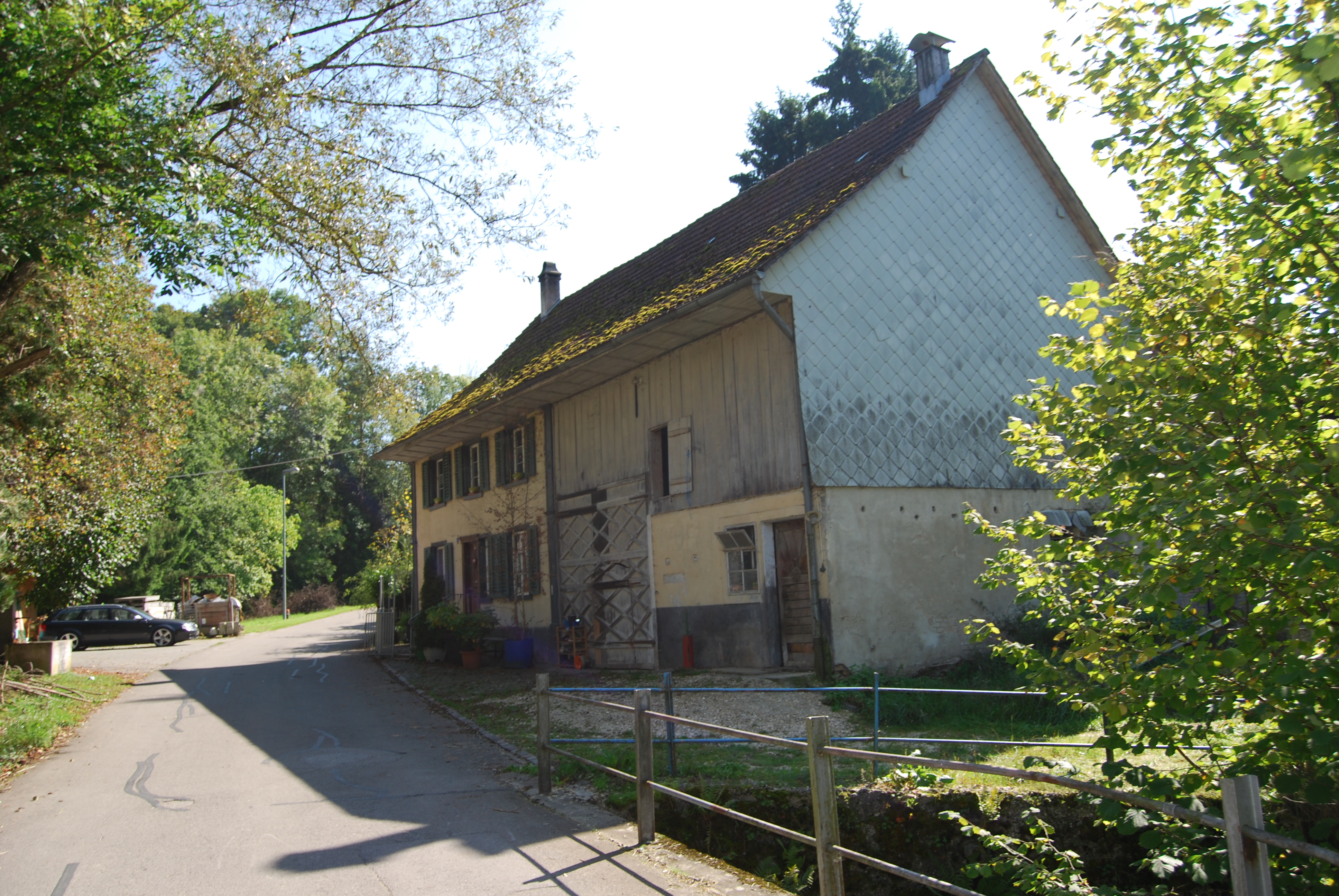
Wohnhaus mit Scheune in Hünikon